# Cantonul Clermont-Ferrand-Sud-Est
Cantonul Clermont-Ferrand-Sud-Est este un canton din arondismentul Clermont-Ferrand, departamentul Puy-de-Dôme, regiunea Auvergne, Franța.

## Comune
| Comune           | Populație (1999) | Cod poștal | Cod INSEE |
| ---------------- | ---------------- | ---------- | --------- |
| Clermont-Ferrand | 19 508 (1)       | 63000      | 63113     |